# Anisotome latifolia
Anisotome latifolia là một loài thực vật có hoa trong họ Hoa tán. Loài này được Hook.f. mô tả khoa học đầu tiên năm 1844.

## Hình ảnh

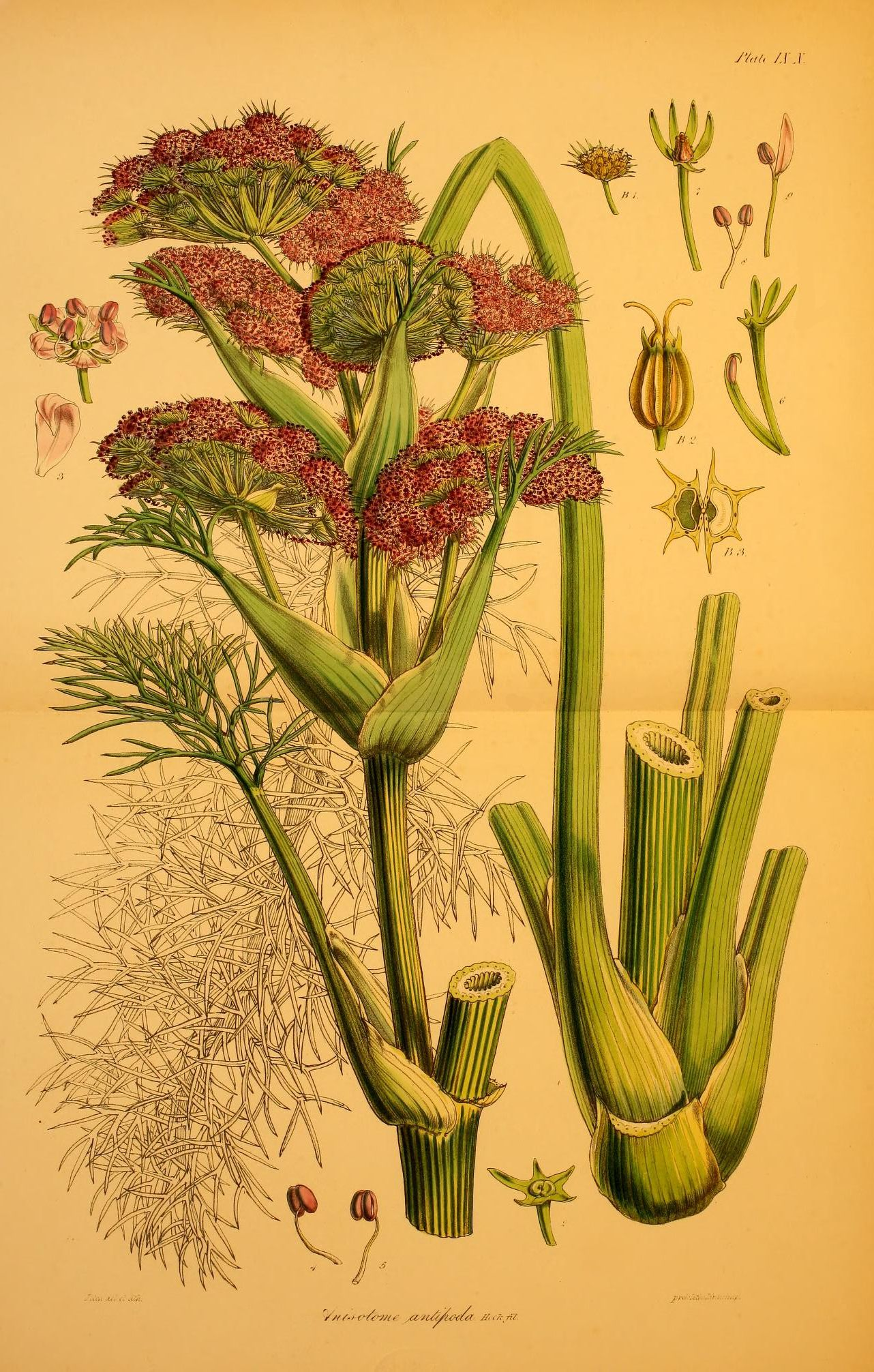
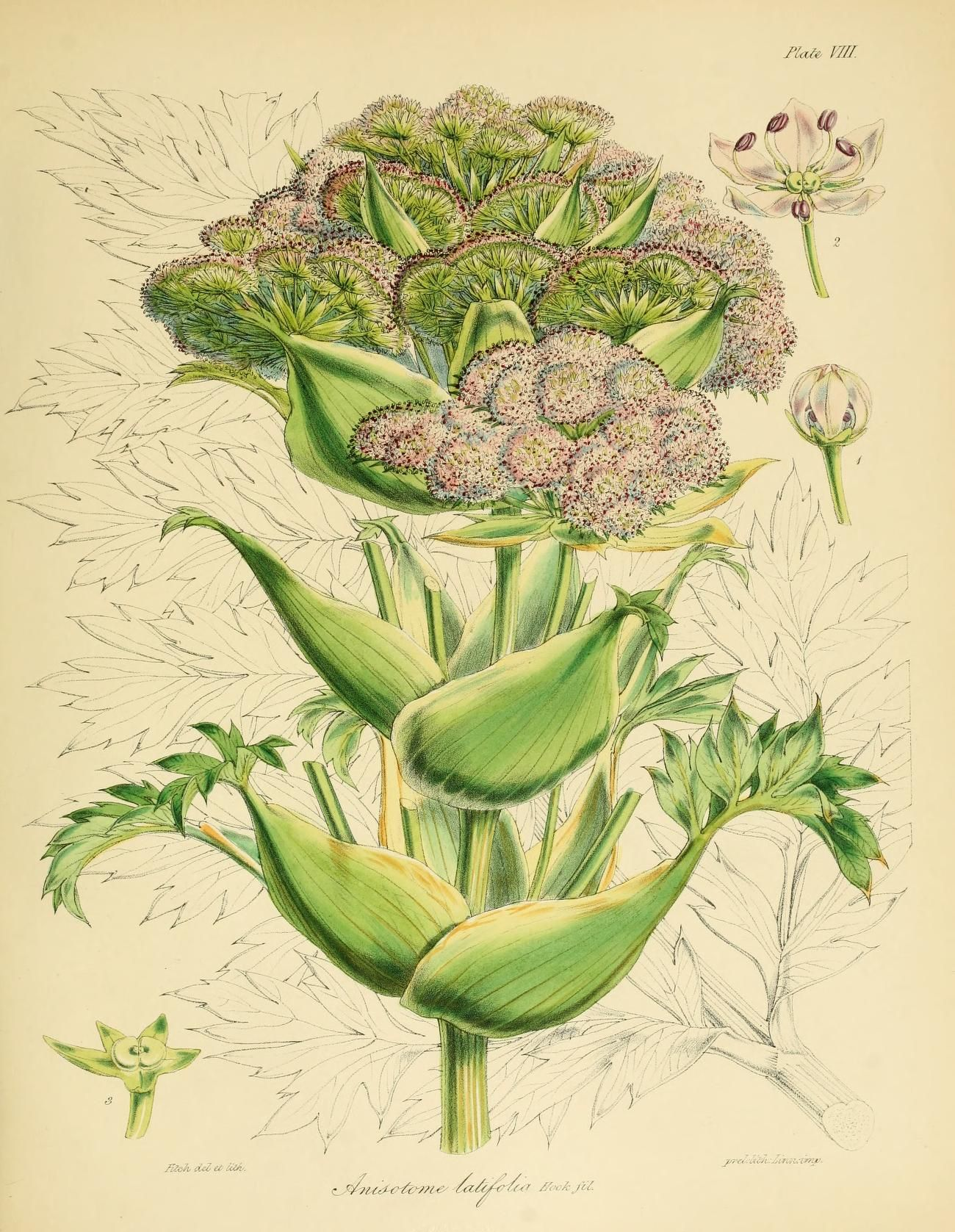
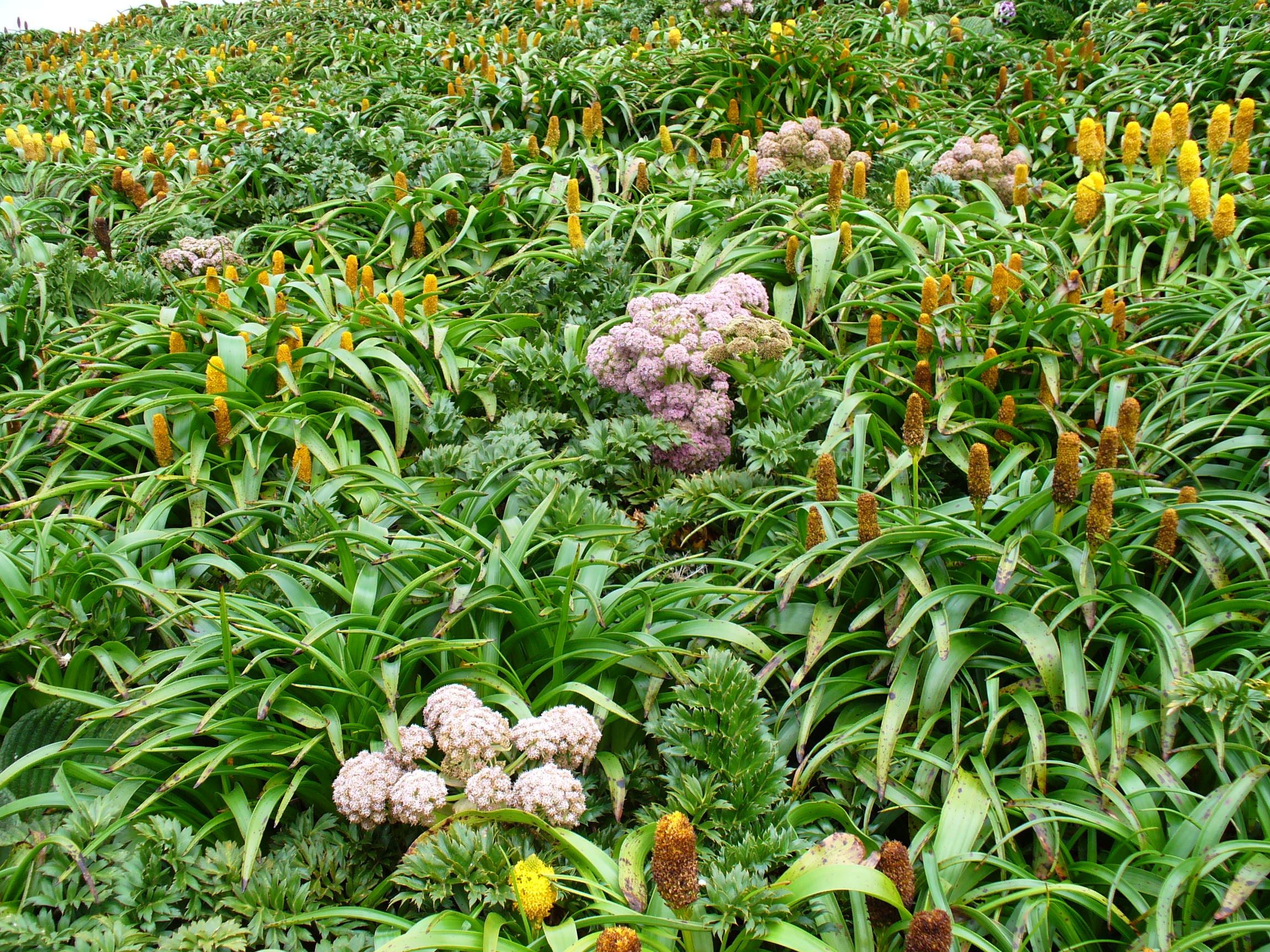